# Greg Cipes
Gregory Michael "Greg" Cipes (n. 4 ianuarie, 1980) a fost un actor american. Născut și crescut în Coral Springs, a fost starul Teen Titans.

## Biografie
Cipes s-a născut în Coral Springs.